# Ubådsnet
Et ubådsnet er et metalnet, enkelt eller dobbelt, der skal hindre fjendtlige undervandsbåde i at passere ubemærket gennem en indsejling.
| Militær | Spire Denne artikel om militær er en spire som bør udbygges. Du er velkommen til at hjælpe Wikipedia ved at udvide den. |